# Dobronice u Bechyně
Dobronice u Bechyně település Csehországban, a Tábori járásban. Dobronice u Bechyně Rataje, Stádlec, Černýšovice, Haškovcova Lhota, Bechyně és Malšice településekkel határos. Lakosainak száma 112 fő (2024. január 1.).

## Népesség
A település lakosságának változását az alábbi diagram mutatja:
| Lakosok száma | 587  | 534  | 545  | 313  | 146  | 102  | 108  | 106  | 105  | 112  |
|               | 1869 | 1890 | 1921 | 1950 | 1980 | 2001 | 2017 | 2019 | 2022 | 2024 |